# Благовещенская греческая церковь (Ростов-на-Дону)
Церковь Благовещения Пресвятой Девы Марии — утраченный греческий православный храм в Ростове-на-Дону, построенный в 1909 году. В советское время храм был снесён, а на его фундаменте построили Театр кукол. Новая греческая Благовещенская церковь была возведена неподалёку в 2014 году.

## История
Греческая Благовещенская церковь была построена в Ростове-на-Дону в начале XX века. Храм располагался в Ткачёвском переулке (ныне Университетский) у его пересечения с Мало-Садовой улицей (ныне улица Суворова) на территории, принадлежавшей «Эллинскому благотворительному обществу». Средства на строительство храма жертвовали проживавшие в городе греки. Наиболее значительное пожертвование сделал владелец табачной фабрики Ахиллес Асланиди. Храм был заложен в 1907 году, и в 1909 году строительство было завершено.
Автором проекта храма был архитектор И. П. Злобин. Строительство осуществлялось под руководством городского архитектора Г. Н. Васильева. Внутренние росписи храма выполнил художник Е. Г. Черепахин. Храм был построен в стиле неоклассицизма. Его размеры составляли 19×10 саженей (40,5×21 м). Над главным входом с четырёхколонным портиком возвышалась двадцатиметровая двухъярусная колокольня. При храме действовала библиотека с книгами на греческом языке. В 1913—1914 годах настоятелем храма был священник Парисис Савва.
В 1930-х годах храм был закрыт и приспособлен под детскую техническую станцию. Во время немецкой оккупации Ростова храм вновь открыли. 6 ноября 1942 года около Благовещенской церкви проходил смотр-парад румынских войск, посвящённый дню рождения румынского короля Михая I. На мероприятии присутствовали немецкие офицеры. Парад завершился торжественным богослужением в Благовещенской церкви.
В 1959 году храм закрыли окончательно. Здание было передано соседней школе школы № 7. В бывшей церкви разместился спортзал и учебно-производственные мастерские. На момент ликвидации храм был одним из крупнейших в городе, в будние дни на службу приходило по 30 человек, по воскресеньям же он был полностью заполнен людьми, что вызывало раздражение властей, проводивших антицерковную политику. Ещё ранее церковь была обнесена трёхметровым забором, но эта мера не привела к сокращению числа прихожан. В 1964 году храм был снесён, а на его фундаменте построили Театр кукол (Университетский переулок, 46). При этом были частично сохранены старые церковные стены. Однако, в Донской митрополии опровергают информацию о постройке здания театра на месте разрушенной церкви и утверждают, что осталось полноценное храмовое здание, в котором снесли купол, убрали входные портики и пристроили новый современный вход.

## Перенос Театра кукол и новый храм

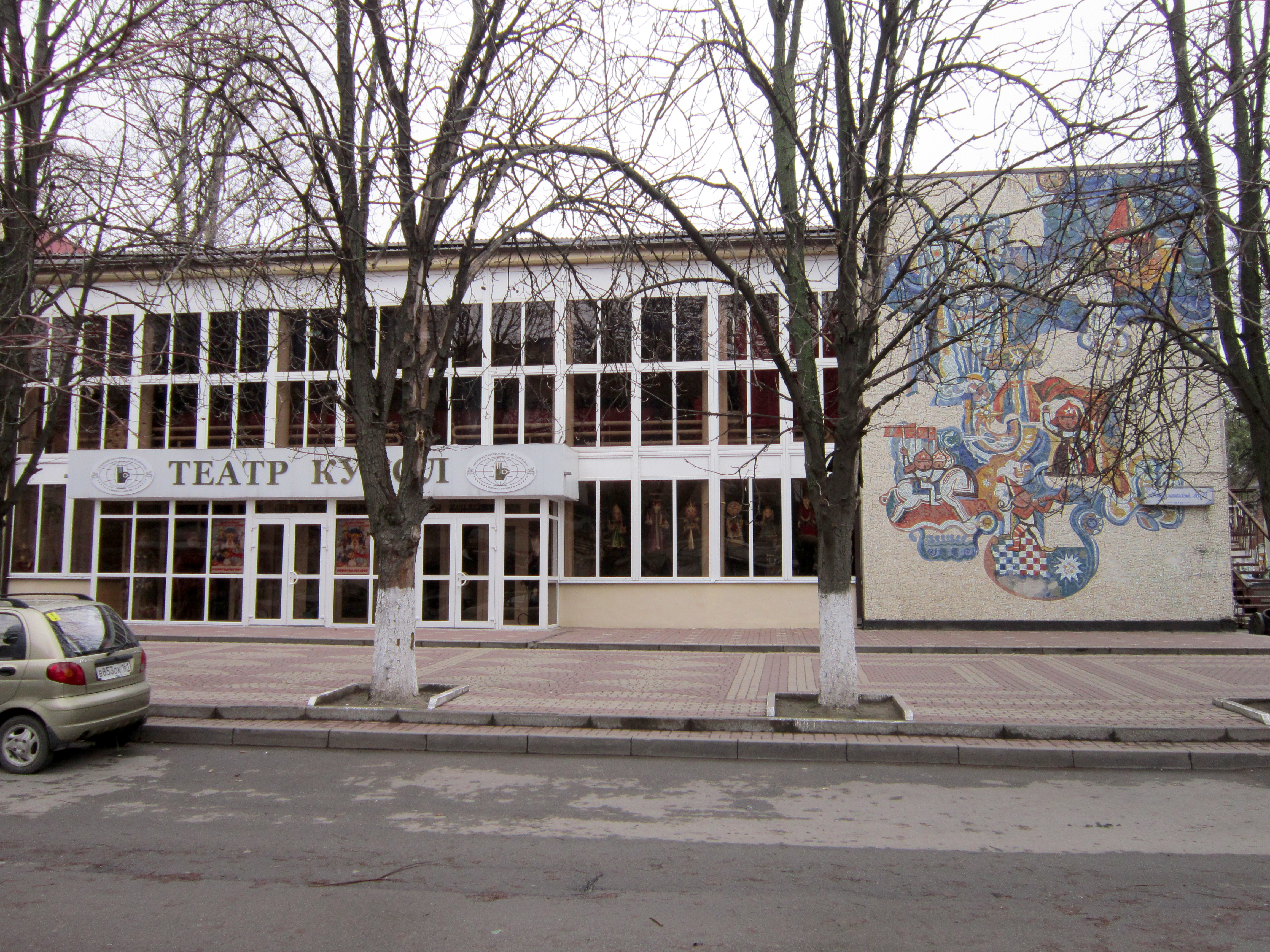
Здание Театра кукол

На здание бывшей церкви, ныне занятое Кукольным театром, в течение нескольких лет претендовала РПЦ, ссылаясь на Федеральный Закон «О передаче религиозным организациям имущества религиозного назначения». Эти притязания, которые были удовлетворены, вызвали у местной общественности негативную реакцию. В ответ на критику представительство Ростовской епархии заявило, что театр по-прежнему будет пребывать в своём здании до тех пор, пока не будет решён вопрос о его переезде в другое достойное и функциональное здание.
После распада СССР в Ростове начал обсуждаться вопрос о возможном восстановлении Благовещенской церкви и переносе Театра кукол в другое место. Однако эта идея не нашла большой поддержки, и тогда было решено возвести неподалёку новый храм. В 2003 году для строительство храма был выделен земельный участок площадью 0,2099 га по адресу Кировский проспект, 57. Сначала храм хотели воссоздать по первоначальному проекту. Позднее было решено построить совершенно новый храм в неовизантийском стиле. Автором проекта храма стал архитектор Г. А. Шевченко.